# Георг Лудвиг фон Кирхберг
Георг Лудвиг фон Кирхберг (на немски: Georg Ludwig von Kirchberg; * 2 февруари 1626, Фарнрода; † 5 юли 1686, Фарнрода) е бургграф на Кирхберг, господар на Фарнрода и граф на Хахенбург.

## Биография
Той е единственият син на бургграф Георг II фон Кирхберг, граф на Сайн-Хахенбург († 1641) и втората му съпруга Доротея Магдалена Ройс-Гера († 1646), дъщеря на Хайнрих II „Млади“ Ройс-Гера († 1635) и Магдалена фон Хоенлое-Нойенщайн († 1596).
През 1677 г. Георг Лудвиг строи нов дворец във Фарнрода на мястото на изгорелия дворец на 6 ноември 1620 г.

## Фамилия
Първи брак: през 1649 г. в Лангенбург с Анна Магдалена фон Хоенлое-Лангенбург (* 15 февруари 1617; † 4 октомври 1671, Дармщат), дъщеря на граф Филип Ернст фон Хоенлое-Лангенбург и графиня Анна Мария фон Золмс-Зоненвалде. Те имат децата:
- Анна Доротея (1650)
- Сибила Магдалена (1651)
- Георг Филип (1652 – 1653)
- Елизабет Магдалена (1654 – 1673)
- Доротея Луиза (1655 – 1672)
- Лудвиг Крафт (1656 – 1689)
- Георг Волфганг (1660 – 1684 в битка)

Втори брак: на 7 септември 1673 г. с Магдалена Кристина фон Мандершайд-Бланкенхайм (* 15 март 1658; † 19 октомври 1715), дъщеря на граф Салентин Ернст фон Мандершайд-Бланкенхайм и графиня Ернестина Салентина фон Зайн-Витгенщайн. Те имат децата:
- Георг Лудвиг Ернст (1675 – 1676)
- Ернст Август Лудвиг († 1695)
- Йоханета Фриедерика
- Вилхелмина Луиза
- Елизабет Доротея
- Магдалена Христина
- Георг Фридрих фон Кирхберг (1683 – 1749), бурграф на Кирхберг и Хахенбург, женен I. за София Изабел де Лимбург, II. на 9 май 1708 г. за графиня София Амалия фон Насау-Саарбрюкен (1688 – 1753), дъщеря на граф Фридрих Лудвиг фон Насау-Отвайлер (1651 – 1728)
- Вилхелмина Христина
- Йохан Албрехт (1685 – 1691)
- Ернестина Каролина (1687 – 1776)

Той има от неизвестна жена децата:
- дете
- дете
- дете
- Зигмунд Хайнрих († 1646)
- Сибила Магдалена (1624 – 1667), омъжена за Хайнрих I граф Ройс-Оберграйц (1627 – 1681), син на Хайнрих IV, граф Ройс-Оберграйц (1597 – 1629)
- Антон
- Волфганг Филип
- Волфганг Крафт